# IRAS 20351+2521
IRAS 20351+2521 – zniekształcona galaktyka spiralna znajdująca się w konstelacji Liska w odległości około 450 milionów lat świetlnych od Ziemi. Galaktyka ta zawiera rozległe struktury gazu i pyłu oraz liczne, jasnoniebieskie węzły, w których formują się nowe gwiazdy.